# بيدرو نوفايس
بيدرو بينا سبيلر نوفايس (بالبرتغالية: Pedro Pena Spiller Novaes‏)، من مواليد 17 أكتوبر 1996 في ريو دي جانيرو، البرازيل، هو ممثل ومغن برازيلي.
إنه نجل الممثلين مارسيلو نوفايس وليتيسيا سبيلر. لديه شقيقان غير شقيقين، ديوغو بيتا نوفايس وستيلا سبيلر لوريرو.
بين عامي 2017 و 2019، واعد المصممة إيزادورا ألفيس لمدة عامين.

## روابط خارجية
- بيدرو نوفايس في قاعدة بيانات الأفلام على الإنترنت
- بيدرو نوفايس على إنستغرام